# Provinziallandtag der Provinz Ostpreußen
Der Provinziallandtag der Provinz Ostpreußen war von 1878 bis 1933 die Volksvertretung Ostpreußens. Sein Sitz war Königsberg.

## Geschichte
Bis 1878 bestand die Provinz Preußen mit dem Provinziallandtag der Provinz Preußen. 1878 wurde die Provinz in West- und Ostpreußen geteilt. Für Ostpreußen wurde daher der Provinziallandtag der Provinz Ostpreußen und die Provinzialverwaltung Ostpreußen eingerichtet. Am 13. Juni 1877 einigten sich die Abgeordneten aus West- und Ostpreußen bezüglich der Modalitäten der Teilung. Der erste rein ostpreußische Provinziallandtag tagte vom 2. bis 6. April 1878. In der Folge trat er jährlich zusammen, obwohl er nach dem Gesetz nur alle zwei Jahre zusammentreten musste. Für die Zeit zwischen den Landtagen war ein Provinzialausschuss gewählt, der etwa 12-mal im Jahr tagte.

### In der Weimarer Republik
Nach der Novemberrevolution wurden im Februar 1919 erstmals Kommunalwahlen in freier und gleicher Wahl durchgeführt. Aus diesem Wahlen ging die SPD als stärkste Kraft hervor. Entsprechend den fälligen Nachwahlen in den Provinziallandtag änderte sich dessen Zusammensetzung deutlich. Die Abgeordneten von Memel und Memel-Land verloren ihre Mandate durch den Versailler Vertrag.
Das „Gesetz betreffend die Wahlen zu den Kreistagen und Provinziallandtagen“ vom 3. Dezember 1920 führte eine Direktwahl der Abgeordneten des Provinziallandtags ein. Die zunächst 86, dann 87 Sitze verteilten sich gemäß Einwohnerzahl auf die drei Regierungsbezirke Gumbinnen, Königsberg und Allenstein. Die Wahlen wurden nach dem Verhältniswahlrecht als freie und gleiche Wahlen durchgeführt. Die Parteien reichten Kreislisten ein. Bei der Auswertung wurden diese auf Ebene des Regierungsbezirks zusammenaddiert und die Sitze je Partei und Regierungsbezirk nach dem Verhältniswahlrecht verteilt. Die Sitze jeder Partei im Regierungsbezirk erhielten dann die Kandidaten, die auf ihrer Wahlkreisliste die höchste Stimmenzahl erhalten hatten. Dies führte zu einer Benachteiligung der kleinen Kreise und dazu, dass der Vertreter des Kreises nicht zwingend aus den Reihen der dort stärksten Parteien kommen mussten.
Nach der Einrichtung des polnischen Korridors wurde der früher westpreußische Regierungsbezirk Marienwerder teilweise, gemeinsam mit einigen Kreisen aus dem ehemaligen Regierungsbezirk Danzig (Elbing und Marienburg) zum 1. Juli 1922 als Regierungsbezirk Westpreußen mit dem Sitz in Marienwerder der Provinz Ostpreußen angegliedert. Entsprechend wurde der Provinziallandtag der Provinz Ostpreußen mit dem Gesetz über das Stimmrecht der Provinziallandtagsabgeordneten westpreußischer Kreise im Provinziallandtage der Provinz Ostpreußen vom 23. Juli 1921 um die Abgeordneten dieser Gebiete ergänzt. Das Wahlgesetz für die Provinziallandtage und Kreistage vom 7. Oktober 1925 führte nur zu kleineren Änderungen. Ab 1925 hatte der Provinziallandtag 87 Mitglieder.

### Machtergreifung und Ende des Provinziallandtags
Die Machtergreifung der Nationalsozialisten 1933 bedeutete auch das Ende des Provinziallandtags. Mit dem Gesetz über die Übertragung von Zuständigkeiten der Provinzial- (Kommunal-) Landtage, … auf die Provinzial- (Landes-) Ausschüsse, … vom 17. Juli 1933 verlor der Provinziallandtag seine Aufgaben, mit dem Gesetz über die Erweiterung der Befugnisse des Oberpräsidenten (Oberpräsidentengesetz) vom 15. Dezember 1933 wurde geregelt: „Die Provinziallandtage, Provinzialausschüsse und Provinzialkommissionen werden aufgelöst. Eine Neubildung findet nicht statt.“

## Wahlen
Ergebnisse der Provinziallandtagswahlen in Preußen #Ostpreußen

## Sitz

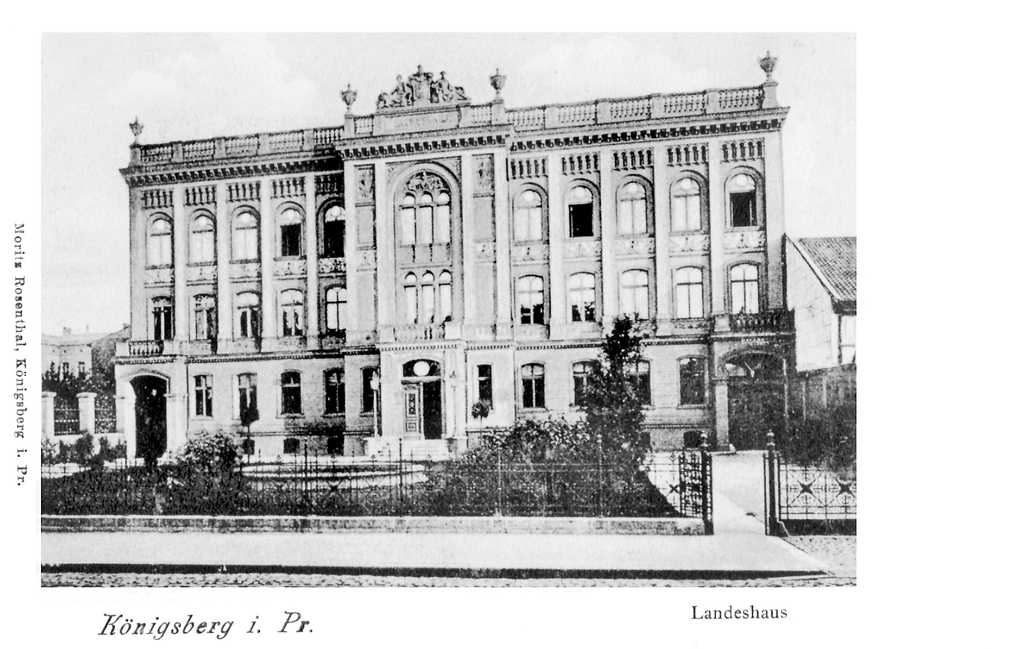
Landeshaus

Der Provinziallandtag Ostpreußen hatte seinen Sitz im Königsberg im Landeshaus, das Landesbaurat Krah 1878 im Park des Dönhoffschen Grundes errichtete. Bei den britischen Luftangriffen auf Königsberg wurde das Gebäude Ende August 1944 zerstört.

## Persönlichkeiten

### Abgeordnete
Für die Abgeordneten siehe die Kategorie:Mitglied des Provinziallandtages von Ostpreußen sowie die Abgeordnetenlisten.
- Liste der Mitglieder des Provinziallandtags der Provinz Ostpreußen (1919–1920)
- Liste der Mitglieder des Provinziallandtags der Provinz Ostpreußen (1921–1925)
- Liste der Mitglieder des Provinziallandtags der Provinz Ostpreußen (1925–1929)
- Liste der Mitglieder des Provinziallandtags der Provinz Ostpreußen (1929–1933)
- Liste der Mitglieder des Provinziallandtags der Provinz Ostpreußen (1933)

### Vorsitzende des Provinziallandtags
- Kurt von Saucken-Tarputschen 1877–1878 (Vorsitzender der Vertreter Ostpreußens im noch gemeinsamen Landtag)

- Friedrich von Berg (1919–1932)
- Erich Koch (1933)

### Preußischer Staatsrat
Der Provinziallandtag der Provinz Pommern wählte in der Weimarer Republik fünf Abgeordnete in den Preußischen Staatsrat. Dies waren:
| Nr. | Abgeordneter               | Partei  | Amtszeit                         | Vertreter                                        | Partei   | Amtszeit                                                                          |
| --- | -------------------------- | ------- | -------------------------------- | ------------------------------------------------ | -------- | --------------------------------------------------------------------------------- |
| 1   | Freiherr Wilhelm von Gayl  | AG      | Mai 1921 bis April 1933          | Gerhard von Negenborn Paul Firley Erich Berneick | AG AG WP | Mai 1921 bis Februar 1926 Februar 1926 bis Januar 1930 Januar 1930 bis April 1933 |
| 1   | Hans Schreiber             | NSDAP   | April bis 10. Juli 1933          | Adolf Kuhlemann                                  | NSDAP    | April bis 10. Juli 1933                                                           |
| 2   | Felix Heumann              | AG      | Mai 1921 bis Januar 1930         | Ernst Hoffmann Max von Ruperti                   | AG AG    | Mai 1921 bis Februar 1926 Februar 1926 bis Januar 1930                            |
| 2   | Erich Fueß                 | AG      | Januar 1930 bis April 1933       | Horst von Restorff                               | AG       | Januar 1930 bis April 1933                                                        |
| 2   | Hans-Bernhard von Grünberg | NSDAP   | April bis 10. Juli 1933          | Graf Bogislav von Dönhoff                        | NSDAP    | April bis 10. Juli 1933                                                           |
| 3   | Paul Küßner                | Zentrum | Mai 1921 bis Februar 1926        | Hubert Hönnekes                                  | Zentrum  | Mai 1921 bis Februar 1926                                                         |
| 3   | Horst von Restorff         | AG      | Februar 1926 bis Januar 1930     | Gerhard von Negenborn                            | AG       | Februar 1926 bis Januar 1930                                                      |
| 3   | Felix Heumann              | AG      | Januar 1930 bis 9. Juni 1932 †   | Paul Stettiner                                   | AG       | Januar 1930 bis 23. Juni 1932                                                     |
| 3   | Paul Stettiner             | AG      | 23. Juni 1932 bis April 1933     | Max von Ruperti                                  | AG       | 23. Juni 1932 bis April 1933                                                      |
| 3   | Hans Krause                | NSDAP   | April bis 10. Juli 1933          | Ernst Speidel                                    | NSDAP    | April bis 10. Juli 1933                                                           |
| 4   | Gustav Neumann             | SPD     | Mai 1921 bis Februar 1926        | Willy Scholz                                     | SPD      | Mai 1921 bis Februar 1926                                                         |
| 4   | Albert Borowski            | SPD     | Februar 1926 bis Januar 1930     | Curt Immisch                                     | DDP      | Februar 1926 bis Januar 1930                                                      |
| 4   | Friedrich Larßen           | SPD     | Januar 1930 bis 20. März 1932    | August Quallo                                    | SPD      | Januar 1930 bis 20. Mai 1932                                                      |
| 4   | August Quallo              | SPD     | 20. Mai 1932 bis April 1933      | Max Wardin                                       | SPD      | 20. Mai 1932 bis April 1933                                                       |
| 4   | Erich Fuchs                | NSDAP   | April bis 10. Juli 1933          | Waldemar Braun                                   | NSDAP    | April bis 10. Juli 1933                                                           |
| 5   | Friedrich Seemann          | SPD     | Februar 1926 bis 23. Januar 1928 | Gustav Sauf                                      | KPD      | Februar 1926 bis 26. Januar 1928                                                  |
| 5   | Gustav Sauf                | KPD     | 26. Januar 1928 bis Januar 1930  | k.N.                                             |          |                                                                                   |
| 5   | Albert Borowski            | SPD     | Januar 1930 bis April 1933       | Curt Immisch Franz Donalies                      | DStP SPD | Januar 1930 bis 31. März 1931 † 27. April 1931 bis April 1933                     |
| 5   | Erich Zerahn               | NSDAP   | April bis 10. Juli 1933          | Anton Lingk                                      | Zentrum  | April bis 10. Juli 1933                                                           |

### Reichsrat
Nicht der Provinziallandtag der Provinz Ostpreußen direkt, sondern der von ihm gewählte Provinzialausschuss wählte in der Weimarer Republik ein Mitglied in den Reichsrat. Dies war 1921 bis 1933 Wilhelm von Gayl (DNVP).

## Weblink
- Wahlergebnisse